# Tomasz z Celano
Tomasz z Celano, wł. Tommaso da Celano (ur. ok. 1200 w Celano, zm. pomiędzy 1260–1270 w Tagliacozzo) – pisarz średniowieczny, kapłan franciszkanin, hagiograf św. Franciszka z Asyżu, błogosławiony.

## Życiorys
Tomasz z Celano nie należał do grona pierwszych uczniów Franciszka z Asyżu. Wstąpił do zakonu franciszkańskiego około roku 1215. Z całą pewnością znał świętego osobiście. W roku 1221 razem z bratem Cezarym ze Spiry został wysłany do Niemiec, by zaszczepić tam życie franciszkańskie. Dwa lata później mianowano go custos unicus (pol. jedynym kustoszem) prowincji nadreńskiej, która obejmowała domy zakonne w Kolonii, Moguncji, Wormacji i Spirze. W jakiś czas potem powrócił na stałe do Italii, skąd kilkakrotnie udawał się na krótkie misje do Nadrenii. W roku 1260 został wybrany ojcem duchownym klarysek w Tagliacozzo. Był pierwszym pochowanym w nowo wybudowanym kościele San Giovanni Val dei Varri. Ciało jego zostało jednak przeniesione do kościoła Świętego Franciszka w Tagliacozzo.

## Dzieła
Pierwszym znanym dziełem Tomasza z Celano był Żywot pierwszy (łac. Vita prima sancti Francisci). Napisany został z polecenia papieża Grzegorza IX z okazji kanonizacji Franciszka z Asyżu, która miała miejsce 16 lipca 1228. Pisarz wykorzystał drobne dokumenty zostawione przez towarzyszy świętego oraz świadectwa osób z otoczenia Franciszka z Asyżu. Żywot drugi (łac. Vita secunda sancti Francisci) powstał pomiędzy 1244 a 1247 rokiem z polecenia generała franciszkanów Krescencjusza z Jessi. Drugie dzieło Celańczyka nosi już ślady zmian, jakie nastąpiły w sposobie podchodzenia do postaci Franciszka w kilkanaście lat po jego śmierci. Trzecim dziełem Tomasza z Celano dotyczący osoby Biedaczyny był Traktat o cudach, który powstał pomiędzy 1254 a 1257 rokiem z polecenia bł. Jana z Parmy, następcy Krescencjusza z Jessi.
Tomaszowe autorstwo tych trzech ważnych dzieł, zaliczanych do tzw. źródeł franciszkańskich, jest dobrze poświadczone. Badacze franciszkanizmu średniowiecznego jednogłośnie przypisują mu autorstwo Fregit victor virtualis oraz Sanctitatis nova signa. Tradycyjnie przypisuje mu się również autorstwo Żywota św. Klary oraz sekwencji Dies irae.